# Alexander Beyer

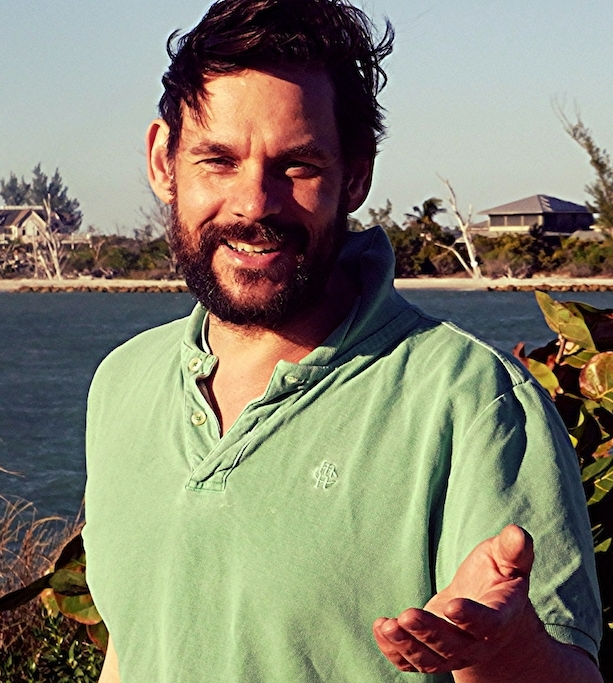
Alexander Beyer (2014)

Alexander Beyer (* 24. Juni 1973 in Erfurt) ist ein deutscher Schauspieler.

## Leben
Alexander Beyer verbrachte seine Kindheit und Jugend in der DDR. Er stammt aus einer Thüringer Geigenbauerfamilie. In den 1980er Jahren war er in einem Kindertheater aktiv, das zum damaligen Erfurter Pionierhaus gehörte und auf dem Gelände der Zitadelle Petersberg untergebracht war, direkt gegenüber von Dom und Severikirche. Aus diesem Theater ging später das Theater Die Schotte hervor. Ab 1984 spielte Beyer auch verschiedene Rollen am Schauspielhaus Erfurt und der Oper Erfurt. Nach seinem Abitur am Heinrich-Mann-Gymnasium Erfurt leistete er beim Arbeiter-Samariter-Bund Zivildienst und arbeitete anschließend am Theaterhaus in Jena. Von 1992 bis 1993 verbrachte er einen Auslandsaufenthalt in Großbritannien. 1994 nahm Beyer ein Studium der Germanistik und Theaterwissenschaft sowie zeitweise der Kunstgeschichte in Berlin auf, schloss es aber nicht ab und wechselte an die renommierte Hochschule für Schauspielkunst „Ernst Busch“ Berlin. Im Frühjahr 1997 wurde er von Frank Beyer in einer kleinen Rolle neben Harald Juhnke in der ARD-Produktion Der Hauptmann von Köpenick besetzt. Die Erstausstrahlung war am 31. August 1997, so fand er den Einstieg ins Filmgeschäft.
Danach spielte Alexander Beyer verschiedene Nebenrollen, bevor er 1999 in der Filmkomödie Sonnenallee (Regie: Leander Haußmann) einem großen Publikum bekannt wurde. Seither zeigte der in Zürich und Berlin lebende Schauspieler sein Talent in vielen erfolgreichen Kino- und Fernsehfilmen, darunter Eierdiebe (Regie: Robert Schwentke), Schimanski muss leiden (Regie: Matthias Glasner) und Krieg und Frieden (Regie: Robert Dornhelm). In der aufwendigen Neuverfilmung des Romans von Leo Tolstoi schlüpfte Alexander Beyer in die Rolle des Grafen Pierre Kirillowitsch Besuchow, der durch ein märchenhaftes Millionenerbe zum reichsten Russen des Landes wird und gegen Napoléon kämpft. Beyer wurde dafür 2008 in der Kategorie Bester Schauspieler – Serien und Reihen für den Bayerischen Fernsehpreis nominiert.
Alexander Beyer spielte in den 2000er Jahren in dem Oscar-nominierten Kurzfilm Gregors größte Erfindung (Regie: Johannes Kiefer), in Volker Schlöndorffs Terroristen-Drama Die Stille nach dem Schuss und dem Publikumsliebling Good Bye, Lenin! (Regie: Wolfgang Becker). Den Tatort – Schlaraffenland (Regie: Nina Grosse) und die Familientragödie Hierankl (Regie: Hans Steinbichler) sahen viele Zuschauer. In Florian Hoffmeisters Regiedebüt 3° kälter war Alexander Beyer neben Meret Becker und Bibiana Beglau zu sehen. Das Team wurde 2005 zum Internationalen Filmfestival von Locarno eingeladen und gewann einen Silbernen Leoparden. In Aleksandr Buravskys Weltkriegsepos Leningrad spielte Alexander Beyer in einer Schlüsselrolle an der Seite von Armin Mueller-Stahl.
Alexander Beyer ist seit 2005 Mitglied der Deutschen Filmakademie.
Beyer ist Alpinist, Skifahrer und Expeditionsbergsteiger.
Mit seiner Lebensgefährtin, der Schauspielerin Annika Blendl, hat er einen gemeinsamen Sohn.

## Filmografie (Auswahl)

### Kino
- 1998: Das Mambospiel
- 1999: Bis zum Horizont und weiter
- 1999: Sonnenallee
- 2000: Die Stille nach dem Schuss
- 2001: Das Monstrum
- 2001: Heinrich der Säger
- 2001: Gregors größte Erfindung (Kurzfilm)
- 2002: Sophiiiie!
- 2002: Halbe Miete
- 2003: Good Bye, Lenin!
- 2003: Eierdiebe
- 2003: hamlet X
- 2003: Hierankl
- 2004: Ein Goldfisch unter Haien, Regie: Marc-Andreas Bochert
- 2004: Der Dolch des Batu Khan, Regie: Günter Meyer
- 2005: 3° kälter
- 2005: München (Munich)
- 2006: Maria am Wasser, Regie: Thomas Wendrich
- 2008: Buffalo Soldiers ’44 – Das Wunder von St. Anna (Miracle at St. Anna)
- 2009: Lulu & Jimi
- 2009: Summertime Blues
- 2009: Leningrad, Regie: Aleksandr Buravsky
- 2010: Carlos – Der Schakal
- 2010: Transit
- 2011: Mein Bruder, sein Erbe und ich, Regie: Imogen Kimmel
- 2012: Frisch gepresst
- 2013: Inside Wikileaks – Die fünfte Gewalt (The Fifth Estate)
- 2016: Burg Schreckenstein
- 2016: Dinky Sinky
- 2017: Whatever Happens
- 2017: Luna
- 2017: Burg Schreckenstein 2 – Küssen (nicht) verboten
- 2018: Styx
- 2018: HERRliche Zeiten
- 2020: Persischstunden
- 2021: Die Täuschung (Operation Mincemeat)
- 2022: Dalíland
- 2022: Der Fuchs

### Fernsehen
- 1997: Der Hauptmann von Köpenick
- 1997: Einsatz Hamburg Süd (Fernsehserie, Folge Der Zeuge)
- 1997: Wilde Zeiten (Fernsehserie, 6 Folgen)
- 1997: Der Fahnder (Fernsehserie, Folge Bandenkrieg)
- 1998: Tatort: Brandwunden (Fernsehreihe)
- 1998–2016: Alarm für Cobra 11 – Die Autobahnpolizei (Fernsehserie, verschiedene Rollen, 4 Folgen)
- 1999: Die Männer vom K3 (Fernsehserie, Folge Harrys Pech)
- 1999, 2000: Wolffs Revier (Fernsehserie, verschiedene Rollen, 2 Folgen)
- 2000: Doppelter Einsatz (Fernsehserie, Folge Jagd nach Liebe)
- 2000: Schimanski muss leiden (Fernsehreihe)
- 2001: Die Hunde sind schuld, Regie: Andreas Prochaska
- 2001: Bella Block: Bitterer Verdacht (Fernsehreihe)
- 2002: Liebesau – Die andere Heimat (Fernsehvierteiler, 2 Folgen)
- 2002: Tatort: Schlaraffenland
- 2003: Im Namen des Gesetzes (Fernsehserie, Folge Blinde Liebe)
- 2004: Der letzte Zeuge (Fernsehserie, Folge Der grüne Diamant)
- 2005: Siebenstein (Fernsehserie, Folge Ein Tango für Siebenstein)
- 2005: Tatort: Nur ein Spiel
- 2007: Ein unverbesserlicher Dickkopf
- 2007: Ein Fall für zwei (Fernsehserie, Folge Mord im Museum)
- 2007: Krieg und Frieden (War and Peace, Fernsehvierteiler)
- 2008: Putzfrau Undercover, Regie: Ralf Huettner
- 2008: Tatort: Krumme Hunde
- 2009: Die Rebellin (Fernsehdreiteiler)
- 2009: Krauses Kur
- 2010: Geheimsache Ghettofilm (Shtikat Haarchion)
- 2010: Die Wanderhure
- 2010: Unter anderen Umständen: Tod im Kloster (Fernsehreihe)
- 2010, 2016: SOKO Köln (Fernsehserie, verschiedene Rollen, 2 Folgen)
- 2011: Carl & Bertha
- 2011: Kommissarin Lucas – Gierig (Fernsehreihe)
- 2011: Das Ende einer Maus ist der Anfang einer Katze, Regie: Stefan Kornatz
- 2011: Tatort: Ein ganz normaler Fall
- 2011, 2016: Der Staatsanwalt (Fernsehserie, verschiedene Rollen, 2 Folgen)
- 2011: Polizeiruf 110: Denn sie wissen nicht, was sie tun (Fernsehreihe)
- 2012: Schmidt & Schwarz
- 2012: SOKO 5113/SOKO München (Fernsehserie, Folge Das letzte Solo)
- 2012: Sechzehneichen
- 2012: SOKO Leipzig (Fernsehserie, Folgen Getrieben Teil 1 und 2)
- 2012, 2015: Der Kriminalist (Fernsehserie, verschiedene Rollen, 2 Folgen)
- 2012, 2018: Der Alte (Fernsehserie, verschiedene Rollen, 2 Folgen)
- 2013: Notruf Hafenkante (Fernsehserie, Folge Gefüllter Fisch)
- 2013: Münchhausen – Die Geschichte einer Lüge
- 2013: Polizeiruf 110: Wolfsland
- 2013: SOKO Stuttgart (Fernsehserie, Folge Verschlusssache)
- 2014: Utta Danella: Die Himmelsstürmer (Fernsehreihe)
- 2014: Die Kraft, die Du mir gibst
- 2014: Tatort: Verfolgt
- 2015: 3 Türken und ein Baby
- 2015: Deutschland 83 (Fernsehserie, 8 Folgen)
- 2016: Letzte Spur Berlin (Fernsehserie, Folge Klickzahlen)
- 2016: Tatort: Durchgedreht
- 2016: Berlin Station (Fernsehserie, Folge Eine alte Schuld)
- 2016: Mitten in Deutschland: NSU: Die Ermittler – Nur für den Dienstgebrauch (Fernsehtrilogie)
- 2017: Landgericht – Geschichte einer Familie
- 2018: Heldt (Fernsehserie, Folge Auf Sendung)
- 2018: Wir lieben das Leben
- 2018: Deutschland 86 (Fernsehserie, 10 Folgen)
- 2018: Die Libelle (The Little Drummer Girl, Fernsehsechsteiler, 3 Teile)
- 2018: Marie fängt Feuer: Kleine Sünden (Fernsehreihe)
- 2019: Marie Brand und das Spiel mit dem Glück (Fernsehreihe)
- 2019: Zimmer mit Stall: Tierisch gute Ferien (Fernsehreihe)
- 2019: Wendezeit
- 2019: Kranke Geschäfte
- 2019: Polizeiruf 110: Dunkler Zwilling
- 2019: Preis der Freiheit (Fernsehdreiteiler)
- 2020: Der Überläufer
- 2020: Deutschland 89 (Fernsehserie, 8 Folgen)
- seit 2019: Die Diplomatin (Fernsehreihe) → siehe Besetzung
- 2021: Blind ermittelt – Endstation Zentralfriedhof (Fernsehreihe)
- 2021: Nord bei Nordwest – Der Anschlag (Fernsehreihe)
- 2021: München Mord: Der Letzte seiner Art (Fernsehreihe)
- 2021: Die Eifelpraxis: Chancen (Fernsehreihe)
- 2021: Friesland: Bis aufs Blut (Fernsehreihe)
- 2021: Das Quartett: Die Tote vom Balkon (Fernsehreihe)
- seit 2022: Der Barcelona-Krimi (Fernsehreihe)
  - 2022: Der längste Tag
  - 2022: Der Riss in allem
  - 2023: Totgeschwiegen
  - 2023: Absturz
  - 2025: Wächter der Stadt
  - 2025: Brennendes Land
- 2022: Die Bürgermeisterin (Fernsehfilm)
- 2023: Kommissarin Lucas – Finale Entscheidung
- 2023: Blutholz
- 2022: Asbest
- 2023: Die Kaiserin
- 2023: 791 km
- 2023: INRI – Warum musste Jesus sterben?
- 2024: Erzgebirgskrimi – Die letzte Note (Fernsehreihe)
- 2025: Brick

## Hörspiele und Hörbücher (Auswahl)
- 2002: Rolf Gozell: Die drei Recken, nach einem russischen Volksmärchen, Regie: Wolfgang Rindfleisch, Musik: Dieter Beckert (DLR Berlin)
- 2002: Stephen Greenhorn: Passing Places – Bearbeitung: Heide Böwe – Regie: Wolfgang Rindfleisch (MDR)
- 2008: Ottavio Cappellani: Wer ist Lou Sciortino? – Regie: Beatrix Ackers aus dem Italienischen von Constanze Neumann (WDR)
- 2013: Kai-Uwe Kohlschmidt: Exodus Namib – Regie: Kai-Uwe Kohlschmidt, Major Label (Broken Silence), RBB 2013, ISBN 978-3-934896-49-9
- 2016: Oliver Hassencamp: Burg Schreckenstein, Hörbuch, 1h 34min Ungekürzte Ausgabe, Der Hörverlag, ISBN 978-3-8445-2357-7
- 2018: Juli Zeh: Leere Herzen, Regie: Thomas Wolfertz, Der Hörverlag, ISBN 978-3-8445-2912-8